# Bollenti spiriti
Bollenti spiriti è un film del 1981 diretto da Giorgio Capitani.
La pellicola ha per protagonisti Johnny Dorelli e Gloria Guida.

## Trama
Il conte Giovanni degli Uberti è un nobile prossimo al crack finanziario; nessuna delle sue idee imprenditoriali ha avuto successo ed è indebitato fino al collo. Il suo avvocato non sa più come salvarlo dai creditori che vogliono portargli via tutti i beni. Ma arriva il colpo di fortuna: ha ereditato un magnifico castello da suo zio Ubezio e un'immobiliare svizzera è pronta a pagarlo 2 miliardi di lire per trasformarlo in un albergo. Tutti i suoi problemi sembrano risolti, ma il conte scopre di non essere l'unico erede: l'infermiera che ha curato lo zio negli ultimi tempi ha avuto il 10% del castello. Se non riesce ad accaparrarsi quel 10% non potrà vendere il castello all'immobiliare svizzera. Inoltre il castello è infestato dal fantasma di Guiscardo, suo antenato condannato da una maledizione a vagare tra le stanze finché non riuscirà a fare l'amore con una donna. Come se non bastasse, il ricco imprenditore immobiliare svizzero che vuole comprare il castello è anche il marito dell'amante di Giovanni: se lo riconosce, addio affare.

## Produzione
Il film è il primo realizzato insieme dal duo Dorelli-Guida, all'epoca già uniti come coppia anche nella vita reale. I due attori avevano già lavorato insieme in teatro nel 1979 nella commedia musicale Accendiamo la lampada.
La regia è curata da Giorgio Capitani uno tra i più prolifici registi della commedia all'italiana a cavallo tra gli anni settanta e ottanta. Le riprese del film sono state effettuate nel Castello Piccolomini di Balsorano in Italia.

## Colonna sonora
La colonna sonora originale di Bollenti spiriti è stata prodotta da Piero Umiliani e pubblicata nel 1981 su dischi Sound Work Shop (SWS 127). L'album contiene 12 brani composti e diretti da Umiliani.

## Distribuzione
La pellicola è stata distribuita nelle sale cinematografiche italiane il 30 dicembre del 1981.

## Accoglienza
Il film è stato accolto positivamente dalla critica dell'epoca, che ha apprezzato come il regista sia riuscito a strizzare l'occhio ai classici del passato, riuscendo, al tempo stesso, a divertire lo spettatore senza mai cadere in banali volgarità, alle quali, sempre più sovente, facevano ricorso alcune produzioni per ottenere un facile consenso.
Si è classificato al 42º posto tra i primi 100 film di maggior incasso della stagione cinematografica italiana 1981-1982.